# 妙足院
妙足院（みょうそくいん）は、東京都文京区小日向にある天台宗の寺院。山号は覚王山。本尊は大日如来。愛称は大日堂。

## 歴史
寛文年間（1661年-1673年）、浩善法尼が開基となって創建された。
本尊の「胎蔵大日如来」で、円仁（慈覚大師）が唐で賜った像であるとされる。愛称は大日堂・大日様で、境内前の大日坂の由来となっている。

## 交通
- 東京メトロ有楽町線「江戸川橋駅」より徒歩で約5分。